# Jag älskar, du älskar
Jag älskar, du älskar är en svensk film från 1968 i regi av Stig Björkman. I rollerna ses bland andra Evabritt Strandberg, Sven Wollter och Agneta Ekmanner.

## Om filmen
Filmen spelades in mellan den 28 februari och december 1967 i Stockholm och på Arlanda efter ett manus av Björkman och Jonas Cornell. Fotografer var Roland Lundin och Andreas Bellis och klippare Ingemar Ejve. Musikkompositörer var Bo Hansson och Janne "Loffe" Carlsson. Filmen premiärvisades den 19 maj 1968 på Filmfestivalen i Cannes och Sverigepremiär hade den 26 juni samma år på biograf Grand i Stockholm.
Massmedia kallade filmen för den första svenska kollektivfilmen. Björkman hade ursprungligen skrivit en komedi med Evabritt Strandberg som tänkt huvudrollsinnehavare, men på grund av hennes graviditet var projektet tvunget att avbrytas. I stället togs Cornell in som medförfattare och ett nytt manus skapades.
När filmen visades på en filmfestival i Sydney och Melbourne i Australien i juni 1969 stoppade landets dåvarande tullminister, Mr. Scott, filmen från att visas med hänvisning till en autentisk samlagsscen. Då Björkman inte ville att filmen skulle censureras drog han tillbaka den helt. I stället gjorde Björkman en kortfilm för den australiensiska televisionen med titeln To Australia with Love.
Björkman mottog Chaplin-priset 1968 för sin medverkan i filmen.

## Handling
Filmen följer paret Sten och Helena som väntar barn. Trots att deras förhållande kantas av problem bestämmer de sig för att behålla barnet.

## Rollista
- Evabritt Strandberg – Helena, "Lena", veterinär
- Sven Wollter – Sten, förman på Transportbolaget
- Agneta Ekmanner – Barbro, Helenas syster, skådespelare
- Dexter Gordon – John, jazzmusiker
- Olle Björling – Olle Bergström, Stens arbetskamrat
- Torsten Wahlund – Tomas, regissör
- Harriet Andersson	– Olivia, medverkande i filmen À la recherche des hommes perdus - un film noir
- Gösta Ekman	– Stan, detektiv i filmen
- Annette Kullenberg – veterinär
- Margareta Lindholm – veterinär
- Elisabeth Söderström – Berit, kontorist på Transportbolaget
- Bernt Lundquist – en sjöman
- Jarl Borssén – hyresskojaren
- Ditte Strandberg – Ditte, Barbros dotter
- Anna Karolina Wollter	– Lotta, Helenas och Stens dotter
- Bo Johan Hultman – polis i den franska filmen
- Christer Frunck – polis i den franska filmen
- Ragnar Boman	– polis i den franska filmen
- Lennart Malmer – polis i den franska filmen
- Bo Hansson – gitarristen
- Peter Ohlström – fotografen

### Fotnoter
1. 1 2 3 4 5 6  ”Jag älskar, du älskar”. Svensk Filmdatabas. http://sfi.se/sv/svensk-filmdatabas/Item/?itemid=4790&type=MOVIE&iv=Basic&ref=/templates/SwedishFilmSearchResult.aspx?id%3d1225%26epslanguage%3dsv%26searchword%3dJag+%C3%A4lskar,+du+%C3%A4lskar%26type%3dMovieTitle%26match%3dBegin%26page%3d1%26prom%3dFalse. Läst 5 april 2013.